# لیبرالیسم جامعه‌شناسانه
لیبرالیسم جامعه‌شناسانه یک نظریه روابط بین‌الملل است. این دیدگاه منتقد نظریه واقع‌گرایی است زیرا معتقد است این نظریه بیش از حد به نقش دولت‌ها تأکید کرده‌است. طرفداران این دیدگاه اعتقاد دارند که روابط بین‌الملل روابط میان مردم،گروه‌ها و سازمان‌های کشورهای مختلف است. آن‌ها معتقدند افزایش روابط فراملی به شکل‌گیری گونه‌های جدیدی از جوامع کمک می‌کند.